# 통녓 공원
통녓 공원(베트남어: Công viên Thống Nhất)은 베트남 하노이에 있는 주요 공원들 중 하나이다. 공원에는 바이머우 호수가 있다. 통녓 공원은 하노이 하이바쯩군, 레다이하인방에 위치한 쩐년똥 거리, 응우옌딘쩨우 거리, 레주안 거리, 그리고 다이꼬비엣 거리 4면에 인접해 있다.
하노이의 주요 공원들 중 하나로서, 바이머우 호수가 중앙에 위치해 있지만, 이 공원은 매우 조용하고 시원하며, 항상 휴식과 놀이, 단체 활동, 또는 야외 학습, 재미를 제공하는 이상적인 장소이다.
한때는 레닌 공원이라는 이름이었고, 찔랑화원이 레닌 공원의 이름을 따서 지어졌기 때문에, 통녓 공원은 옛 이름을 사용했다.